# Clemente Rojas
Clemente Rojas Pérez (* 1. September 1952 in Cartagena) ist ein ehemaliger kolumbianischer Boxer.

## Werdegang
Clemente Rojas nahm an den Olympischen Sommerspielen 1972 in München teil. Im Federgewichtturnier gewann er die Bronzemedaille. Zwei Jahre später wurde Rojas Profiboxer und gewann von seinen ersten 8 Profikämpfen alle bis auf einen. Danach verlief die Karriere eher weniger erfolgreich, sodass Rojas 1983 seinen letzten von 29 Profikämpfen absolvierte.